# 李嘉榮
李嘉榮（Li Ka-Wing）是香港電影剪接師，香港剪輯協會（HKSE）會員，2000年代從事電影業。剪接作品包括《金錢帝國》、《撕票風雲》、《未來警察》、《財神客棧》、《被偷走的那五年》等香港電影。2018年憑《追龍》獲得第37屆香港電影金像獎最佳剪接。

## 剪接作品

### 2000年代
- 2007年
  - 恐懼元素
  - 異塚
  - 神槍手與智多星

- 2008年
  - 有隻殭屍暗戀你
  - 我老婆係賭聖
  - 圍城
  - 婚禮2008

- 2009年
  - 金錢帝國
  - 旺角監獄
  - 大內密探靈靈狗
  - 戰無雙

### 2010年代
- 2010年
  - 未來警察
  - 撕票風雲
  - 美麗密令

- 2014年
  - Delete愛人
  - 天師鬥殭屍

- 2015年
  - 台北夜蒲團團轉
  - 消失的兇手
  - 鴨王
  - 紀念日
  - 小姐誘心
  - 沒女神探
  - 陀地驅魔人
  - 碟仙碟仙
  - 十月初五的月光
  - 槍過境
  - 魔卡行動

- 2016年
  - 寶貝當家
  - 失戀日
  - iGirl 夢情人
  - 偷天特務
  - 鴨王2
  - PG戀愛指引

- 2017年
  - 愛情奴隸獸
  - 黑白迷宮
  - 追龍
  - 我要發達

- 2018年
  - 我的情敵女婿
  - 大師兄
  - 低壓槽

- 2019年
  - 追龍II：賊王

### 2020年代
- 2020年
  - 肥龍過江
  - 我的筍盤男友
  - 阿索的故事

- 2021年
  - 總是有愛在隔離
  - 金錢帝國：追虎擒龍
  - 致命24小時

- 2022年
  - 不要忘記我愛你

- 2023年
  - 天龍八部之喬峯傳
  - 不是你不愛你

- 2024年
  - 誤判

- 2025年
  - 麻雀女王追男仔